# IZombie
iZombie ist eine US-amerikanische Dramedy-Serie, die von Rob Thomas und Diane Ruggiero-Wright für den Sender The CW entwickelt wurde. Die Fernsehserie dreht sich um Liv Moore (dargestellt von Rose McIver), die als Zombie nach dem Verzehr von Gehirnen die Erinnerungen und Persönlichkeitseigenschaften der Verstorbenen annimmt und dies als Gerichtsmedizinerin nutzt, um bei der Aufklärung von Mordfällen zu helfen. iZombie ist eine freie Adaption der gleichnamigen Comicserie.
Die Fernsehserie hatte am 17. März 2015 ihre Premiere. Die fünfte und letzte Staffel startete in den USA im Mai 2019. Am 1. August 2019 wurde die letzte Folge veröffentlicht.

## Handlung
Olivia Moore (genannt Liv), eine junge Assistenzärztin, ist verlobt mit dem Sozialarbeiter Major und führt ein Leben in geordneten Bahnen, bis sie an einer Bootsparty teilnimmt, die sich in ein Bootsmassaker wandelt. Am nächsten Tag erwacht sie als Zombie und durchlebt verschiedene Veränderungen. Ihre Haut wird blass, ihr Haar bleich und sie bekommt einen unbändigen Hunger auf menschliche Gehirne. Wenn sie diesen Hunger nicht stillt oder in Ausnahmesituationen gerät, erlangt sie extreme Kräfte und verliert die Kontrolle über ihren Körper. Aus Angst, Major zu verletzen, löst sie ihre Verlobung und zieht in eine WG mit ihrer besten Freundin Peyton. Um sich von Gehirnen ernähren zu können, nimmt sie eine Arbeit in der Gerichtsmedizin an. Ihr Boss, Dr. Ravi Chakrabarti, mit dem sie ein freundschaftliches Verhältnis pflegt, findet ihr Geheimnis heraus und versucht, ein Heilmittel zu entwickeln. Durch das Verspeisen der Gehirne erlangt Liv vorübergehend Fähigkeiten und Verhaltensweisen der Toten und Visionen, die Teile von deren Leben zeigen. Dieses Wissen nutzt sie gemeinsam mit Clive Babineaux, einem Detective des Morddezernats, zur Verbrechensbekämpfung. Dieser glaubt, sie wäre ein Medium.
Zunächst nimmt Liv an, sie wäre der einzige Zombie, doch mit der Zeit stellt sich heraus, dass sie nicht alleine ist. Der Lieutenant der Polizei, Suzuki, ist im Geheimen ein Zombie. Lowell, ein Musiker, den Liv bei Ermittlungen kennenlernt, ist ebenfalls ein Zombie. Mit ihm kommt Liv bald darauf zusammen. Ein weiterer Zombie ist Blaine, der ein gut laufendes Geschäft hat – eine Organisation, die obdachlose Jugendliche tötet und deren Gehirne an andere Zombies verkauft. Als Liv herausfindet, dass Blaine für Gehirne tötet, versucht sie gemeinsam mit Lowell, Blaine umzubringen. Dies misslingt jedoch und Lowell stirbt bei dem Versuch. Einige der obdachlosen Jugendlichen wurden von Major als Sozialarbeiter betreut, der nach ihrem Verschwinden eigene Ermittlungen anstellt. Peyton beginnt Ravi zu daten, bis sie erfährt, dass Liv ein Zombie ist. Daraufhin taucht Peyton unter. Während verschiedener Ermittlungen findet Liv heraus, dass das Energydrink-Unternehmen Max Rager in das Bootsmassaker und möglicherweise in den Erstausbruch des Zombie-Virus verwickelt ist. Eine Droge in dem Energydrink verursachte mehrere gewalttätige Ausschreitungen. Im Geheimen will das Unternehmen das Zombie-Gen zu einem extremen Energydrink ohne Nebenwirkungen weiterentwickeln.
Ravi macht unterdessen bei der Entwicklung des Heilmittels gegen Zombies Fortschritte. Er kann jedoch nur zwei Dosen des Heilmittels herstellen. Als Major der Wahrheit näher kommt, beginnt er, an seinem Verstand zu zweifeln und lässt sich in eine psychiatrische Klinik einweisen. Dort findet er jedoch die Wahrheit über Zombies heraus. Er entlässt sich selbst, findet Beweise dafür, dass Zombies existieren, berichtet Liv davon und versucht gegen Zombies zu kämpfen. Er sucht die Zentrale von Blaines Organisation, einen Gourmetladen, auf und erschießt alle anwesenden Zombies. Von Blaine wird er daraufhin tödlich verletzt und erfährt im Sterben, dass Liv ebenfalls ein Zombie ist. Als diese eintrifft, verletzt sie Blaine und gibt ihm eine der Dosen zur Heilung, so dass Blaine daraufhin verletzt fliehen muss. Danach kratzt sie Major und macht ihn so zum Zombie, kurz darauf gibt sie ihm die letzte Dosis des Heilmittels. Als Lieutenant Suzuki zum verlassenen Tatort kommt, hinterlässt er einen Hinweis auf Blaine und sprengt sich mit dem Gourmetladen in die Luft. Bei dieser Explosion wird Livs Bruder schwer verletzt. Dieser benötigt nun dringend eine Blutspende, Liv hat die gleiche Blutgruppe, weigert sich jedoch Blut zu spenden.
Staffel 2:
Nachdem er das Heilmittel gegen Zombie bekommen hat, kann Major erkennen ob Menschen um ihn herum sind oder Zombies. Dies macht sich Max Rager Vorstand Vaughn du Clark zu Nutze und engagiert Major um Zombies umbringen zu lassen. Blaine hat unterdessen ein neues Beerdigungsinstitut aufgemacht und nutzt die Gehirne der Toten, um die Zombies weiterhin mit Essen zu versorgen.

## Besetzung und Synchronisation
Die deutsche Synchronisation entsteht unter der Dialogregie von Gabrielle Pietermann (Staffel 1) und Kathrin Neusser (seit Staffel 2) durch die Synchronfirma Arena Synchron in Berlin.

### Hauptbesetzung
| Rolle                | Schauspieler    | Bild            | Hauptrolle (Episoden) | Nebenrolle (Episoden)                                        | Synchronsprecher |
| -------------------- | --------------- | --------------- | --------------------- | ------------------------------------------------------------ | ---------------- |
| Olivia „Liv“ Moore   | Rose McIver     | Rose McIver     | 1.01–5.13             |                                                              | Lina Rabea Mohr  |
| Clive Babineaux      | Malcolm Goodwin | Malcolm Goodwin | 1.01–5.13             |                                                              | Tobias Schmidt   |
| Dr. Ravi Chakrabarti | Rahul Kohli     | Rahul Kohli     | 1.01–5.13             |                                                              | Manuel Straube   |
| Major Lilywhite      | Robert Buckley  | Robert Buckley  | 1.01–5.13             |                                                              | Marcel Collé     |
| Blaine DeBeers       | David Anders    | Robert Buckley  | 1.01–5.13             |                                                              | Norman Matt      |
| Peyton Charles       | Aly Michalka    | Aly Michalka    | 3.01–5.13             | 1.01–1.03, 1.05, 1.08, 1.11, 2.03–2.07, 2.11–2.12, 2.16–2.19 | Anne Düe         |
| Angus McDonough      | Robert Knepper  |                 | 4.01–4.13             | 2.02, 2.06, 2.13, 3.01, 3.08                                 | Bernd Vollbrecht |

### Nebenbesetzung
| Rolle                    | Schauspieler    | Nebenrolle (Episoden)                        | Synchronsprecher     |
| ------------------------ | --------------- | -------------------------------------------- | -------------------- |
| Lieutenant Suzuki        | Hiro Kanagawa   | 1.01, 1.05, 1.07, 1.08, 1.10, 1.11, 1.13     | Tobias Lelle         |
| Evan Moore               | Nick Purcha     | 1.01, 1.04, 1.07, 1.12, 1.13, 2.01, 5.09     | Amadeus Strobl       |
| Eva Moore                | Molly Hagan     | 1.01, 1.06, 1.07, 1.13, 2.01, 5.07, 5.09     | Sabine Arnhold       |
| Julien Dupont            | Aleks Paunovic  | 1.04, 1.05, 1.07, 1.09–1.13                  | Tilo Schmitz         |
| Lowell Tracy             | Bradley James   | 1.05–1.09                                    | Nico Sablik          |
| Vaughn Du Clark          | Steven Weber    | 1.10, 1.13, 2.01–2.19                        | Marcus Off           |
| Donald „Don E.“ Eberhard | Bryce Hodgson   | 1.10–5.13                                    | Ricardo Richter      |
| Rita/Gilda               | Leanne Lapp     | 1.13–2.05, 2.08, 2.10, 2.12, 2.14–2.17, 2.19 | Gabrielle Pietermann |
| Chief                    | Andre Tricoteux | 2.01–2.19                                    |                      |
| Floyd Baracus            | Kurt Evans      | 2.02–2.19                                    |                      |
| Dale Bozzio              | Jessica Harmon  | 2.04–5.13                                    | Marie-Isabel Walke   |
| Stacey „Mr.“ Boss        | Eddie Jemison   | 2.06–5.08                                    | Santiago Ziesmer     |
| Drake Holloway           | Greg Finley     | 2.09–2.19, 3.10                              |                      |
| Vivian Stoll             | Andrea Savage   | 2.19–3.08                                    |                      |
| Chase Graves             | Jason Dohring   | 3.08–4.13                                    |                      |

## Produktion
iZombie ist eine freie Adaption der gleichnamigen Comicserie von Chris Roberson und Michael Allred, die von DC Comics unter ihrem Imprint Vertigo von 2010 bis 2012 veröffentlicht wurde. The CW gab im November 2013 bei Rob Thomas und Diane Ruggiero-Wright ein Drehbuch zur Serie in Auftrag. Im Januar 2014 wurde die Pilotfolge bestellt.
Die Schauspieler David Anders und Malcolm Goodwin wurden als Erstes für Hauptrollen verpflichtet. Mitte März 2014 wurde Robert Buckley engagiert. Wenige Tage später wurde die zentrale Rolle der Liv mit Rose McIver besetzt. Im Mai 2014 bestellte der Sender eine erste Staffel der Serie, bestehend aus 13 Folgen. Im August 2014 wurde die zunächst von Alexandra Krosney verkörperte Rolle der Peyton Charles mit Aly Michalka neu besetzt.
Im Mai 2015 verlängerte The CW die Serie um eine zweite Staffel, welche abermals aus 13 Folgen bestehen sollte. Im Oktober 2015 wurden fünf weitere Drehbücher zur zweiten Staffel bestellt. Im November 2015 erfolgte die Aufstockung der Episodenanzahl der zweiten Staffel auf 19 Episoden.

## Ausstrahlung
Vereinigte Staaten
Die erste Staffel der Serie wurde vom 17. März bis zum 9. Juni 2015 auf dem Fernseh-Network The CW gezeigt. Sie startete mit guten Einschaltquoten, in der jungen Zielgruppe holte die Serie einen Marktanteil von 0,9 Prozent, insgesamt sahen 2,3 Millionen Zuschauer die Pilotfolge, für den Sender The CW ein gutes Ergebnis. Auch im weiteren Verlauf wies die Staffel stetige Einschaltquoten auf. Unter den neuen Serien des Senders war iZombie nach The Flash die erfolgreichste Serie.
Im Mai 2015 gab The CW eine zweite Staffel der Serie bekannt, die am 6. Oktober 2015 Premiere hatte. Das zweite Staffelfinale wurde am 12. April 2016 gesendet. Die dritte Staffel lief ab dem 4. April 2017.
Deutschland
Im April 2015 sicherte sich die ProSiebenSat.1-Media-Gruppe die Ausstrahlungsrechte der Serie. Die Ausstrahlung der ersten Staffel erfolgte vom 13. August bis zum 29. Oktober 2015 auf sixx.
Die zweite Staffel wurde ab dem 2. Juni 2016 ebenfalls auf sixx ausgestrahlt. Seit August 2016 ist die Serie auch auf Netflix zu sehen. Die dritte Staffel wurde ab dem 19. Oktober 2017 bei sixx ausgestrahlt; die Ausstrahlung der vierten Staffel startete ebenfalls auf sixx am 20. September 2018, die fünfte im Februar 2020.

## Rezeption
Die erste Staffel, die von der Kritik gut aufgenommen wurde, erhielt eine Bewertung von 92 Prozent bei Rotten Tomatoes. Die Washington Post beschrieb die Serie als eine Mischung aus Zombiethriller, Detektivshow und „Single-Girl-in-the-City“-Komödie, und hält fest, dass der trockene Humor der Serie „mehr Spaß macht, als ein Fass voller Affenhirne“.
Metacritic, die ganzzahlige Bewertungen vergeben, ermittelte einen Metascore von 74 von 100 Punkten. Das Magazin IGN bewertete die Pilotfolge mit 8,4/10 und lobte die „lässige Einstellung zu Zombies“ der Macher und Rose McIvers Leistung als Liv.
Die zweite Staffel erhielt weiterhin positive Bewertungen. Rotten Tomatoes ermittelte eine 100-prozentige Zustimmungsrate der 14 anerkannten Kritiker. Die Seite fasst zusammen: „iZombie schaltet in seiner zweiten Staffel reibungslos um und wechselt zwischen Komödie und dramatischen Momenten, während sie die moderne Gesellschaft auf diesem Weg geschickt verspottet.“
Auch die dritte Staffel wurde von Rotten Tomatoes mit 100 Prozent bewertet. Der Konsens der Website lautet: „Schwermütiger und nachdenklicher, iZombies dritte Staffel könnte die bisher beste sein.“
Die vierte Staffel wurde ähnlich gut aufgenommen. Sie erhielt eine Wertung von 92 % auf Rotten Tomatoes. Der Konsens der Website lautet: „Die vierte Staffel von iZombie dreht mutig das Brett der Serienerzählung um, und injiziert frisches Blut in ihre liebenswürdige Leiche und verspricht, dass sie nicht so schnell steif wird.“
Die fünfte Staffel von iZombie wurde auf Rotten Tomatoes mit 71 Prozent bewertet.